# Anatomia (Liuzzi)
Anatomia (Anothomia) è un'opera di Mondino dei Liuzzi, scritta nel 1316 (editio princeps del 1478).
Si tratta del primo trattato “anatomico”, nel senso etimologico della parola, a noi giunto: sono illustrate le tecniche di dissezione, che Mondino per primo aveva introdotto nella didattica delle facoltà di medicina medievali.